# 케빈 비글리

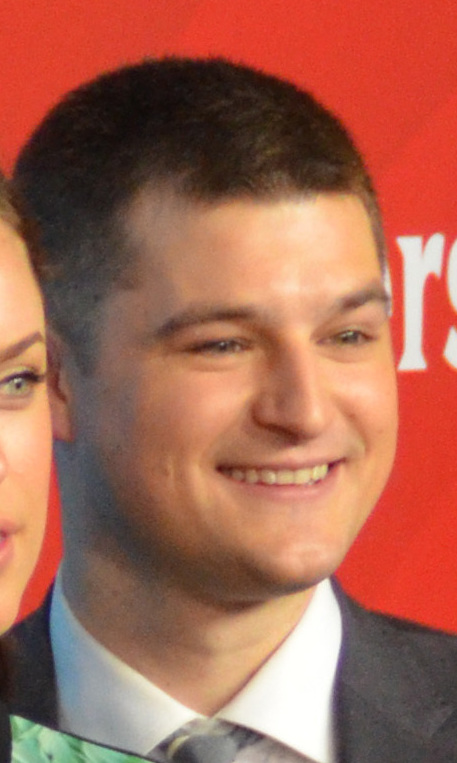

케빈 비글리(Kevin Bigley, 1986년 10월 5일 ~ )는 미국의 배우이다.
유바 시티에서 태어났다.

## 출연 작품

### 영화
- 딜레마 (2011)
- 스트레치 (2014)
- Delinquent (2016)
- 앵그리버드 더 무비 (2016) - 애니메이션
- 더 레치드: 악령의 저주 (2019) - 타이 역

### 텔레비전
- Sirens (2014-15)
- 업로드 (2020-현재)